# Disney Channel Games
Die Disney Channel Games sind eine Wettbewerbsreihe, die der Disney Channel von 2006 bis einschließlich 2008 jedes Jahr produzierte.
3-4 Teams treten in verschiedenen Disziplinen an um Punkte zu sammeln und den Disney Channel Games Cup zu gewinnen. Die Games 2006 liefen in einigen englischsprachigen Ländern sowie Lateinamerika, seit 2007 wurden die Spiele international auf dem jeweils nationalen Disney Channel gezeigt und es traten auch Vertreter einiger Staaten außerhalb von Amerika an.
Der Nachfolger der Disney Channel Games sind die Disney’s Friends for Change Games.
Die DC Games fanden im Frühling bis Sommer statt, wurden aber erst im Sommer bis Herbst ausgestrahlt.
Für Deutschland nahmen 2007 Bela Klentze und Isabella Soric (beide von Disneys Kurze Pause) teil, 2008 nur noch Soric.
Gewinnen können die Teams den Disney Channel Games Cup.

## Disney Channel Games 2006

### Spiele
- Obstacle Course
- Rock Paper Scissors Showdown
- Hamster Ball Relay
- Dunk Tank
- Alphabet Goop/Egg Toss
- Mountain Climb Relay
- Quiz Show Relay
- Simon Says

### Teams
| Blaues Team           | Grünes Team              | Rotes Team            |
| --------------------- | ------------------------ | --------------------- |
| Brenda Song (Kapitän) | Ashley Tisdale (Kapitän) | Zac Efron (Kapitän)   |
| Corbin Bleu           | Lucas Grabeel            | Dylan Sprouse         |
| Cole Sprouse          | Miley Cyrus              | Shin Koyamada         |
| Vanessa Hudgens       | Emily Osment             | Anneliese van der Pol |
| Jason Earles          | Mitchel Musso            | Kay Panabaker         |
| Monique Coleman       | Kyle Massey              | Moisés Arias          |

## Disney Channel Games 2007
Die Disney Channel Games 2007 fanden in Disney's Wide World of Sports Complex in Walt Disney World in Lake Buena Vista, Florida. Die Teams kämpften für verschiedene Hilfsorganisationen: Boys & Girls Club, UNICEF, Make-a-Wish Foundation und Starlight Starbright Childrens Foundation. Die Organisatoren versuchten, die Umweltbelastungen (z. B. durch Flüge nach Florida) durch Spenden und neue Bäume zu kompensieren.
Moderiert wurden die Spiele von Phill Lewis und Brian Stepanek aus Hotel Zack & Cody, außerdem war Madison Pettis aus Einfach Cory in einem Spiel Teil der Jury.
In Deutschland wurden während der einzelnen Spielrunden folgende Serien gezeigt: Kim Possible, Einfach Cory, Hannah Montana und Hotel Zack & Cody.
Des Weiteren kommentierten animierte Disney Channel Charakter die einzelnen Disziplinen. Mit dabei waren Todd und Riley aus Disneys Tauschrausch, Jake Long und Fu Dog aus American Dragon, Kuzco aus Kuzco’s Königsklasse sowie Kim Possible und Dr. Drakken aus Kim Possible.

### Spiele
- Extrem Schnick-Schnack-Schnuck (Extreme Rock Paper Scissors)
- Hyper-Hinder-Kurs (Outrageous Obstacle Course)
- Mega Danceball (Dance Dunk-off)
- Eiersturzflug! (Extreme Egg Toss)
- Tauch Tank (Dunk Tank)
- Hamster Ball Bowling (Hamster Ball Bowling)
- Monster-Fußball (Super Soccer)
- Schnell-Checker (Simon Says)

### Teams
| Grünes Team             | Gelbes Team           | Rotes Team            | Blaues Team           |
| ----------------------- | --------------------- | --------------------- | --------------------- |
| Dylan Sprouse (Kapitän) | Kyle Massey (Kapitän) | Brenda Song (Kapitän) | Corbin Bleu (Kapitän) |
| Miley Cyrus             | Jason Dolley          | Moises Arias          | Cole Sprouse          |
| Monique Coleman         | Sabrina Bryan         | Adrienne Bailon       | Kiely Williams        |
| Lucas Grabeel           | Shin Koyamada         | Mitchel Musso         | Jake T. Austin        |
| Brandon Baker           | Emily Osment          | Ashley Tisdale        | Maiara Walsh          |
| Giulia Boverio          | Andrea Guasch         | Jason Earles          | Isabella Soric        |
| Pax Baldwin             | Robson Nunes          | Sydney White          | Giulio Rubinelli      |
| Kouki Okada             | Côme Levin            | François Civil        | Roger Gonzalez        |
| Bela Klentze            |                       | Sergio Martin         |                       |

### Musiknummern

#### Eröffnungszeremonie
- Deal With It – Corbin Bleu
- Life’s What You Make It – Miley Cyrus

#### Schließungszeremonie
- Strut – Cheetah Girls
- Kids Of The Future – Jonas Brothers
- G.N.O. (Girl’s Night Out) – Miley Cyrus
- SOS – Jonas Brothers

## Disney Channel Games 2008
2008 moderiert Brian Stepanek alleine die Disney Channel Games. Zusätzlich moderieren Meaghan Jette Martin aus Camp Rock und Cody Linley aus Hannah Montana ein Online-Magazin auf der amerikanischen und englischen Internetseite, Inside-Track. Die deutsche Version wird von den Disneys Kurze Pause-Darstellern Benjamin Trinks und Isabella Soric moderiert. Interviews werden häufig Manuel Straube und Patrick Roche nachgestellt.
Während der Folgen läuft im Hintergrund die originale Tonspur, zusätzlich kommentiert Benedikt Weber die Spiele und was gesagt wird.
Gedreht wurde diesmal im Walt Disney World Resort in Florida. Die Organisationen für gute Zwecke, denen der Erlös zugutekommt, sind im Jahr 2008 die Make-A-Wish Foundation, Starlight Starbright Children’s Foundation, UNICEF und dem Boys & Girls Club of America.
In Deutschland werden die Games ab dem 5. Oktober 2008 immer sonntagnachmittags gezeigt und mit Folgen von Hannah Montana, Hotel Zack & Cody und Die Zauberer vom Waverly Place gemischt.

### Spiele
- Chaos-Karren Rallye (Chariot of Champions)
- Tau-Team (Hang Tight)
- Babyface Foto-Duell (Baby Face-Off Challenge)
- Mega Maxi Kicker (Foos It or Lose It)
- UltraMegaEndsVerschärftes 6-Kampf-Finale (online-Version als 5-Kampf-Finale) (UltraMega Ultimate Obstac-Tacular Relay)

### Teams
| Grünes Team (Cyclones) | Rotes Team (Inferno)      | Blaues Team (Lightning)  | Gelbes Team (Comets)  |
| ---------------------- | ------------------------- | ------------------------ | --------------------- |
| David Henrie (Kapitän) | Brenda Song (Kapitän)     | Kiely Williams (Kapitän) | Kevin Jonas (Kapitän) |
| Jennifer Stone         | Jake T. Austin            | Isabella Soric           | Moises Arias          |
| Joe Jonas              | Nick Jonas                | Farez Bin Juraimi        | Kyle Massey           |
| Jason Dolley           | Jason Earles              | Shin Koyamada            | Selena Gomez          |
| Dylan Sprouse          | Mitchel Musso             | Demi Lovato              | Sabrina Bryan         |
| Chelsea Staub          | Jasmine Richards          | Cole Sprouse             | Andrea Guasch         |
| Ambra Lo Faro          | Adrienne Bailon           | Roger Gonzalez           | Kunal Sharma          |
| Brad Kavanagh          | Rafa Baronesi             | Roshon Fegan             | Martin Barlan         |
| Clara Alonso           | Anna Maria Perez De Tagle | Alyson Stoner            | Yi Chun               |
|                        | Deniz Akdeniz             |                          |                       |

### Musiknummern
- Breakout – Miley Cyrus
- Fly On The Wall – Miley Cyrus
- See You Again – Miley Cyrus

- Dance Me If You Can – Cheetah Girls
- One World – Cheetah Girls
- Cheetah Love – Cheetah Girls

- My Shoes – Jordan Pruitt
- One Love – Jordan Pruitt

- Burnin’ Up – Jonas Brothers
- SOS – Jonas Brothers
- This Is Me – Jonas Brothers und Demi Lovato

- That’s How You Know – Demi Lovato
- Get Back – Demi Lovato